# Tomasz Tłuczyński
Tomasz Tłuczyński (* 19. April 1979 in Kielce, Polen) ist ein polnischer Handballspieler. Er ist 1,82 m groß.
Tłuczyński, der zuletzt für den deutschen Oberligisten VfL Mennighüffen spielte und für die polnische Nationalmannschaft auflief, wurde meist als Linksaußen eingesetzt.
Tomasz Tłuczyński begann nicht in seiner Heimat Polen, sondern in Deutschland mit dem Handballspiel, da sein Vater, Zbigniew Tłuczyński, selber als Handballprofi in Deutschland aktiv war und seine Familie ihn stets zu seinen Spielerstationen begleitete. Deshalb spielte der junge Tomasz in seiner Jugend beim VfL Fredenbeck, dem TuS Nettelstedt, dem TV Sachsenroß Hille und schließlich beim TV Jahn Duderstadt, bevor er 1998 beim Erstligisten VfL Gummersbach unterschrieb. Dort konnte er sich jedoch nicht durchsetzen und blieb nur ein Jahr, ehe er 1999 zum Zweitligisten TV Emsdetten weiterzog. 2002 kam Tłuczyński zur Eintracht Hildesheim, mit der ihm 2005 fast der Aufstieg in die erste Liga gelang; daraufhin jedoch ging Tłuczyński zur TSV Hannover-Burgdorf, die gerade aus der Regionalliga aufgestiegen war. Nach dem Bundesligaaufstieg 2009 mit Hannover wechselte er zum TuS N-Lübbecke. Im Sommer 2013 schloss er sich dem Oberligisten LiT Handball NSM an. Zwei Spielzeiten später wechselte Tłuczyński zum Landesligisten TV Sachsenroß Hille. Er unterstützte dort Trainer Björn Blomenkamp als spielender Co-Trainer. Von 2017 bis 2020 spielte er beim VfL Handball Mennighüffen. Im Anschluss übernahm Tłuczyński von 2020 bis 2022 das Traineramt beim VfL Handball Mennighüffen.
Tomasz Tłuczyński hat 128 Länderspiele für die polnische Nationalmannschaft bestritten. Bei der Weltmeisterschaft 2007 stieß er mit Polen sensationell bis ins Finale vor, wo er allerdings dem deutschen Team unterlag.
Sein Bruder Maciek Tłuczyński ist ebenfalls Handballspieler und hat bereits für mehrere deutsche Vereine gespielt.